# Gustav Comberg
Gustav Comberg (* 28. Dezember 1910 in Werden-Land/Essen; † 13. Oktober 1984 in Hannover) war ein deutscher Agrarwissenschaftler, Züchtungsforscher und Hochschullehrer.

## Leben
Comberg absolvierte das Studium der Landwirtschaft in Bonn, wo er im Sommersemester 1932 dem Corps Rheinpreußen im RSC beitrat (nach dem Zweiten Weltkrieg in der Landsmannschaft Salia Bonn im CC aufgegangen), und an der Universität Breslau. Nach Abschluss des Studiums wirkte er an der Forschungsanstalt für Tierzucht in Tschechnitz (1936–1945 Kraftborn) bei Breslau. Am 7. Juni 1937 beantragte er die Aufnahme in die NSDAP und wurde rückwirkend zum 1. Mai desselben Jahres aufgenommen (Mitgliedsnummer 4.934.113). Nach den Kriegsdienstjahren wirkte Comberg im Tierzuchtamt Halle/Saale und ab 1947 im Tierzuchtinstitut der Martin-Luther-Universität Halle-Wittenberg als Leiter der Außenstelle Iden-Rohrbeck (Altmark). Dabei habilitierte er an der Universität Halle und wurde darauf 1951 Direktor des Institutes für Tierzucht und Milchwirtschaft sowie Hochschullehrer der Universität Leipzig. Ein Jahr später erhielt Comberg den Lehrstuhl für Tierzucht und Milchwirtschaft an der Landwirtschaftlich-Gärtnerischen Fakultät der Universität Leipzig.
Gustav Comberg war Mitglied der Akademie der Landwirtschaftswissenschaften der DDR. Von 1960 bis 1973 übernahm er die Leitung des Institutes für Tierzucht und Vererbungsforschung der TH Hannover. Er verstarb im Alter von 74 Jahren in Hannover.

## Publikationen (Auswahl)
- Tierzüchtungslehre, Ulmer, 1971, ISBN 3-8001-2109-3
- Tierhaltungslehre, mit Johannes K. Hinrichsen, Ulmer Verlag, 1974, ISBN 3-8001-2119-0
- Die deutsche Tierzucht im 19. und 20. Jahrhundert, Ulmer, 1984, ISBN 3-8001-3061-0